# Jemo
Jemo (Marshallesiska Jemo, även Jamo) är en ö bland Rataköarna i norra Stilla havet och tillhör Marshallöarna.

## Geografi
Jemo ligger ca 300 km nordväst om huvudön Majuro mellan Likiep och Ailuk.
Ön är en korallö och har en total areal om ca 0, 16 km² och omges av ett korallrev (1). Ön är bland de minsta områden i Marshallöarna och den högsta höjden är på endast 10 m ö.h. (2).
Förvaltningsmässigt utgör den obebodda ön en egen municipality (kommun).

## Historia
Rataköarna har troligen bebotts av mikronesier sedan cirka 1000 f.Kr. och några öar upptäcktes redan 1526 av spanske kaptenen Alonso de Salazar.
Jemo upptäcktes den 10 januari 1565 av spanske conquistadoren Don Miguel López de Legazpi och återupptäcktes den 17 juli 1799 av brittiske Charles Bishop (3). Öarna hamnade senare under spansk överhöghet.
Neuguinea-Compagnie, ett tyskt handelsbolag köpte ögruppen från Spanien och etablerades sig på Rataköarna kring 1885 och öarna blev då ett eget förvaltningsområde tills de i oktober 1885 blev ett tyskt protektorat och då blev del i Tyska Nya Guinea.
Under första världskriget ockuperades området i oktober 1914 av Japan som även erhöll förvaltningsmandat, det Japanska Stillahavsmandatet, över området av Nationernas förbund vid Versaillesfreden 1919.
Under andra världskriget erövrade USA området 1944. Därefter hamnade ögruppen under amerikansk överhöghet. 1947 utsågs Marshallöarna tillsammans med hela Karolinerna till "Trust Territory of the Pacific Islands" av Förenta nationerna och förvaltades av USA.